# ベントレー・EXP 10 スピード6
ベントレー・EXP 10 スピード6 (The Bentley EXP 10 Speed 6)は2015年に発表されたコンセプトカーである。

## 概要
EXP 10 スピード6は2015年のジュネーブモーターショーで発表された。コンチネンタルGTより小型の2ドアクーペで、ハイブリッドシステムを搭載する。車名は6½リットルが由来となっている。
パワートレインはV6ターボにモーターを組み合わせたハイブリッドシステムで、V6ハイブリッドを搭載した初のベントレーとなる(V8ハイブリッドはミュルザンヌ ハイブリッド コンセプトに搭載された)。

## デザイン
EXP 10 スピード6はベントレーの新しいデザインの方向性を示していて、ベントレー特有のデュアルLEDヘッドライトを備えている。メインのヘッドライトは楕円形だが、正面から見ると丸い形状に見えるデザイン。外側のヘッドライトはベンテイガやミュルザンヌのヘッドライトと似た形状で、ヘッドライトワッシャーを搭載している。
テールランプもユニークな形状で、赤い楕円形のLEDテールランプはボディから飛び出た形状で、スピードシックスと同じ形状をしている。
また、EXP 10 スピード6は3Dプリンターを用いた初のベントレーで、フロントグリルとボディの一部が3Dプリントで作られている。
インテリアには湾曲したOLEDディスプレイを搭載しており、革やベニヤで仕立てられている。

## ギャラリー

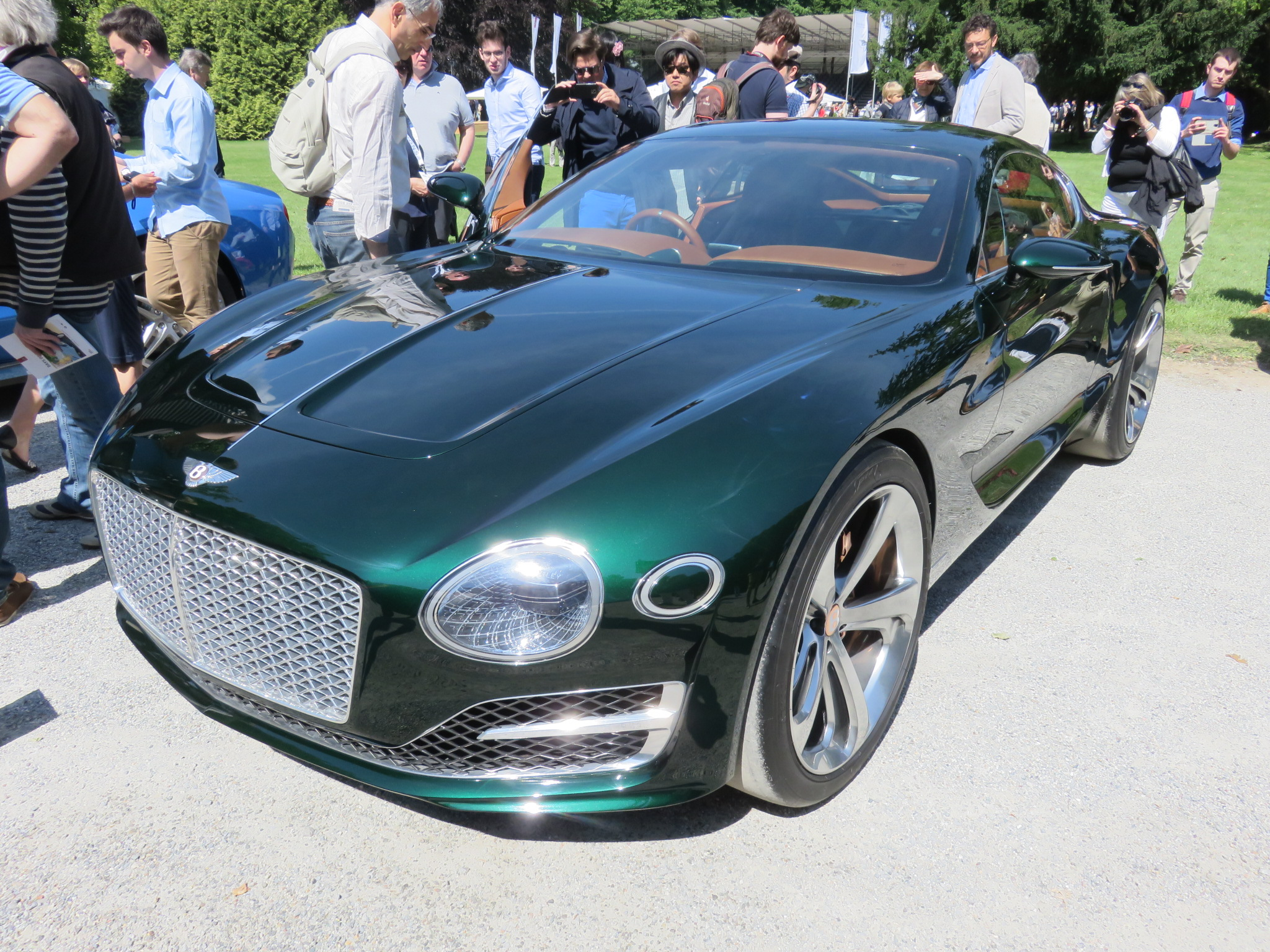
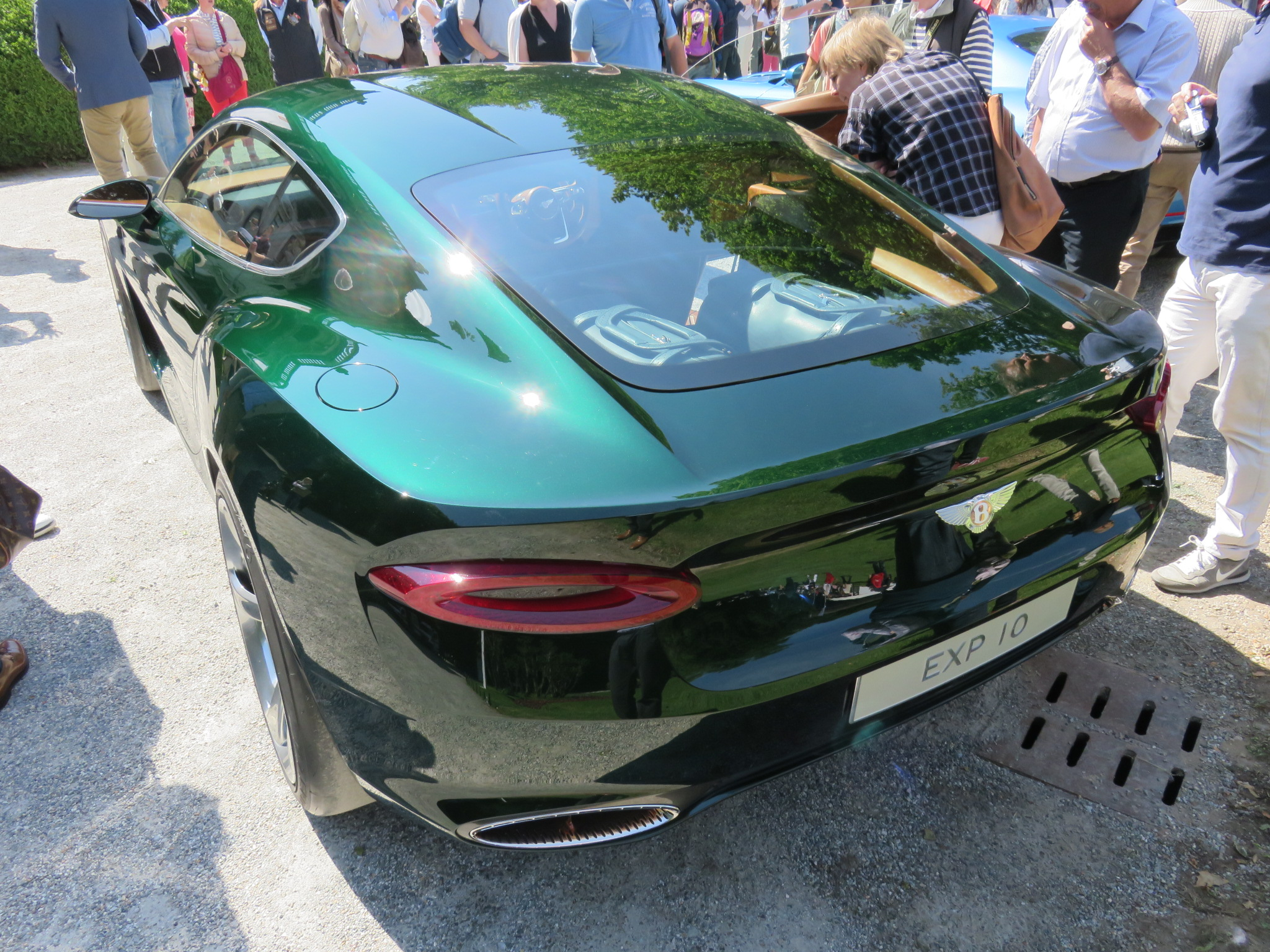
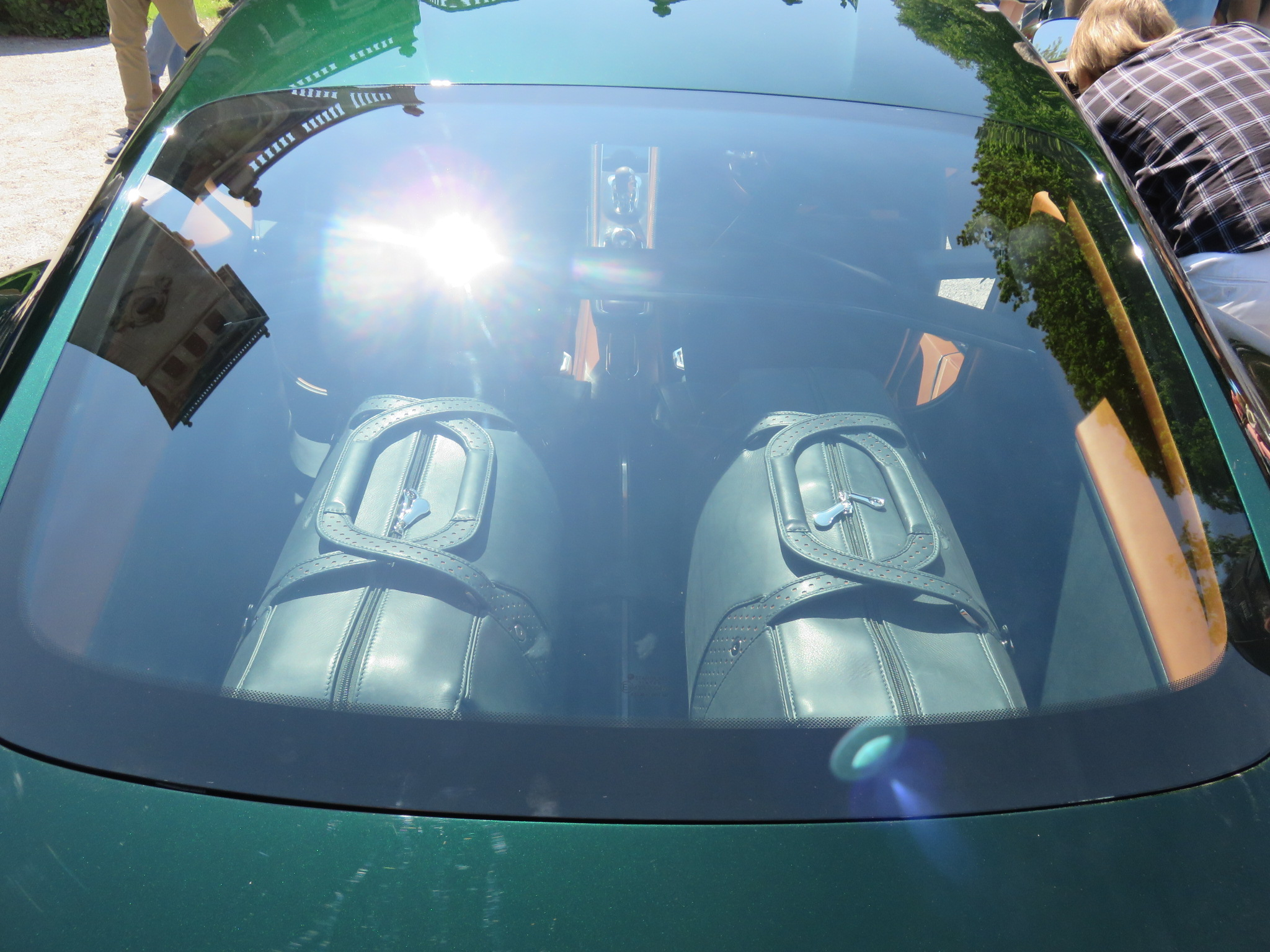
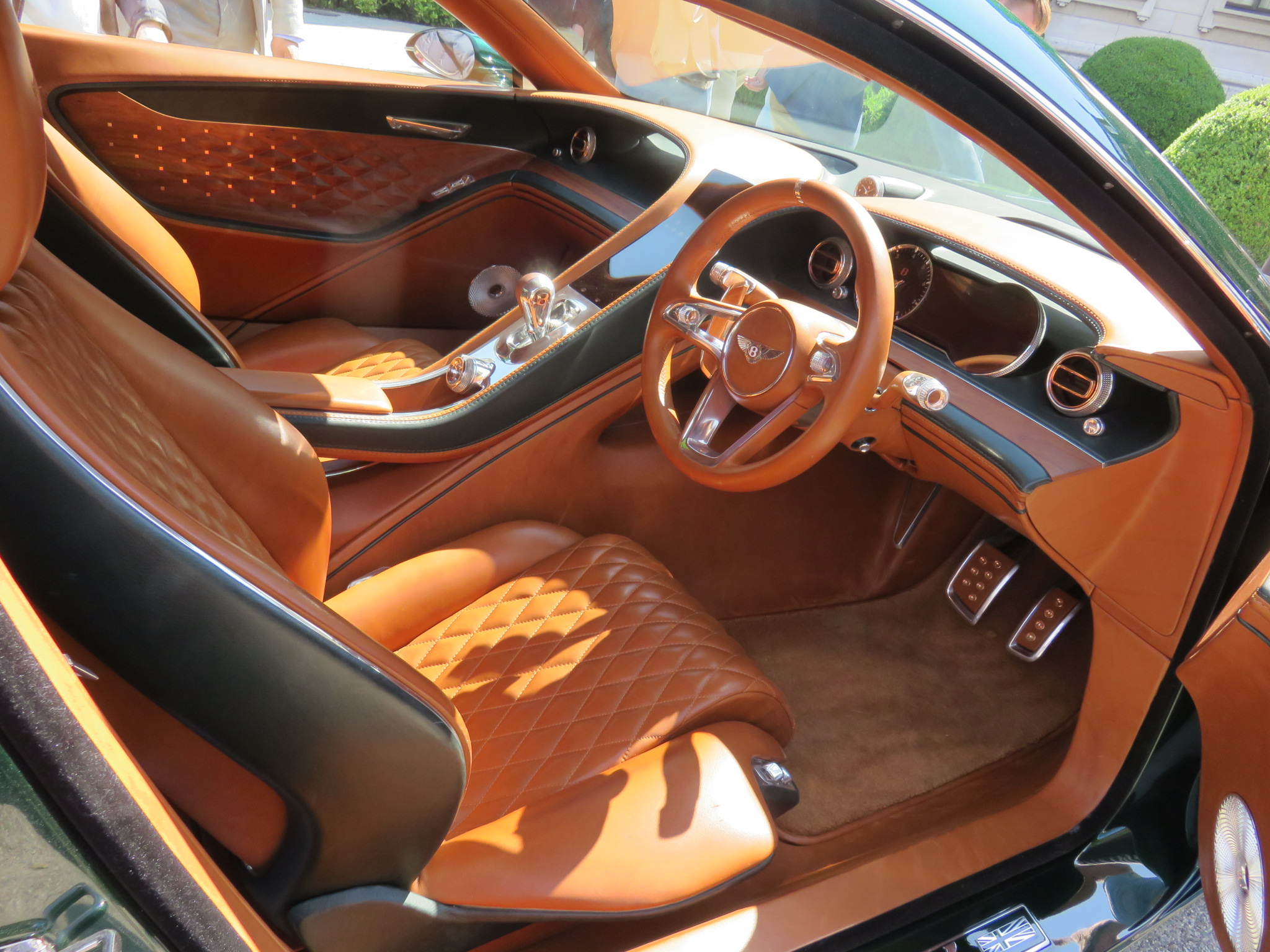

## 参照
1. ↑  https://www.bentleymotors.com/en/world-of-bentley/our-story/news/2015/bentley-exp-10-speed-6-unveiled-in-geneva-.html
2. ↑  https://web.archive.org/web/20150306210858/http://www.telegraph.co.uk/luxury/motoring/63089/bentley-debuts-the-exp-10-speed-6.html
3. ↑  https://www.latimes.com/business/autos/la-fi-hy-geneva-bentley-exp-10-concept-20150302-story.html
4. ↑  https://www.carmagazine.co.uk/car-news/motor-shows-events/geneva/2015/now-thats-more-like-it-bentley-exp-10-speed-6-points-to-new-two-seat-sports-car/
5. ↑  https://www.autoexpress.co.uk/bentley/90678/bentley-barnato-sports-car-set-for-production-green-light
6. ↑  https://www.autocar.jp/post/113336
7. ↑  https://www.webcg.net/articles/-/30578
8. ↑  https://autoc-one.jp/news/2094554/
9. ↑  https://www.webcg.net/articles/-/32175
10. ↑  https://openers.jp/car/car_motor-show/923876